# Roßberg (Ebsdorfergrund)
Roßberg ist ein Ortsteil der Gemeinde Ebsdorfergrund im Osten des mittelhessischen Landkreises Marburg-Biedenkopf.

## Geographische Lage
Das Dorf ist an drei Seiten von Wald umgeben. Im Norden liegt der Ortsteil Dreihausen. Durch den Ort fließt die Zwester Ohm. Die Landesstraße 3125 führt durch Roßberg. Der Lichtenberg grenzt an den Ort.

## Geschichte

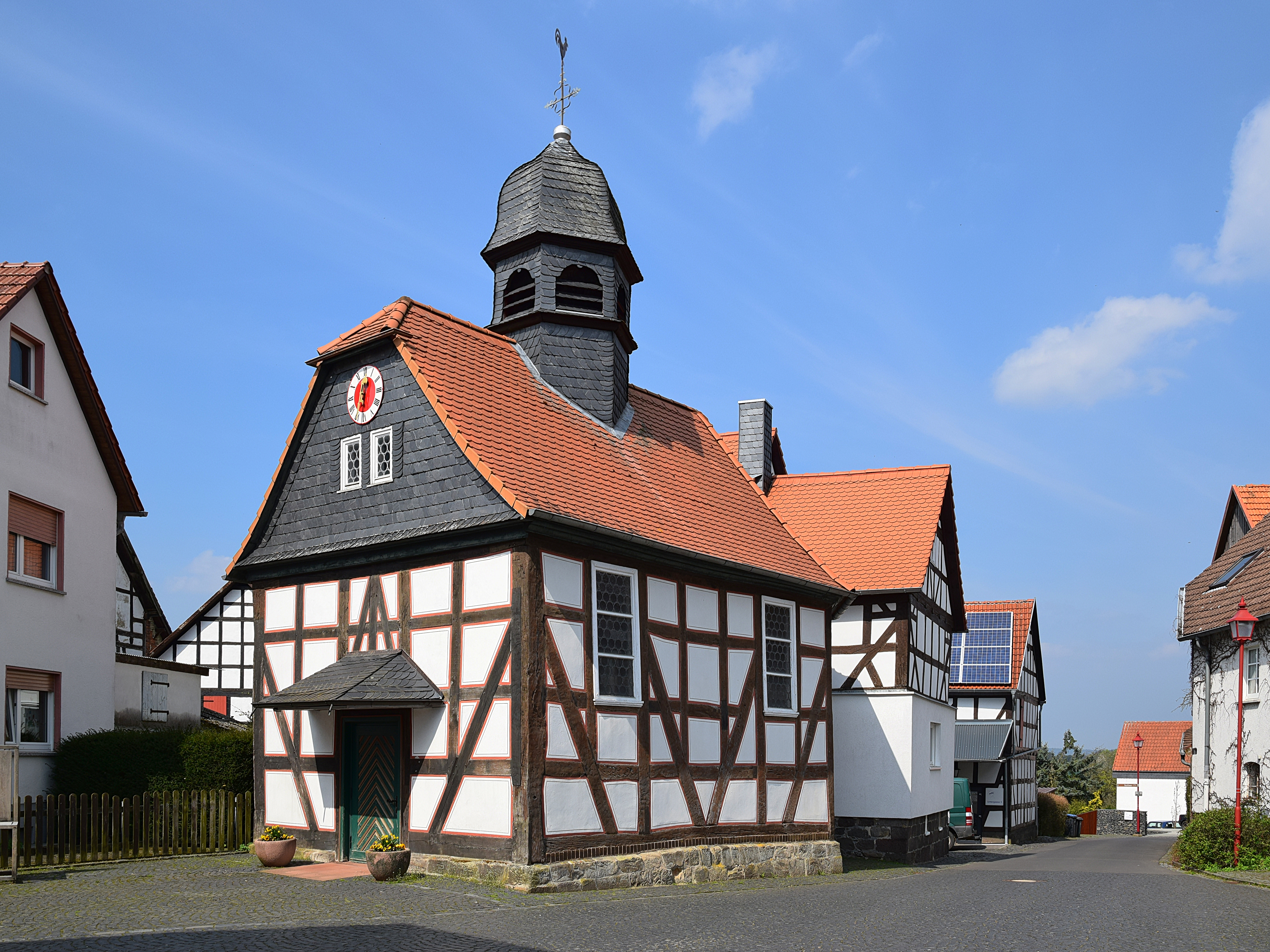
Kirche

### Ortsgeschichte
Die älteste bekannte schriftliche Erwähnung von Roßberg erfolgte unter dem Namen Rosseberch im Jahr 1232. Im Jahre 1753 wurde die Fachwerkkirche erbaut, die heute sowohl von der ev.-luth. Kirche wie auch von der Selbständigen Evangelisch-Lutherischen Kirche genutzt wird.
Auf dem Lichtenberg sind noch Reste einer Ringwallanlage sichtbar. Etwa 1,7 km südöstlich von Roßberg befinden sich die Reste einer ehemaligen Wasserburg, der Röderburg. Etwa 1,2 km südöstlich von Roßberg befinden sich die Reste der kleinen karolingischen Saalkirche von Udenhausen, einem gegen Ende des 14. Jahrhunderts verlassenen Dorf.
Hessische Gebietsreform (1970–1977)
Am 1. April 1972 wurde die bis dahin selbständige Gemeinde Roßberg im Zuge der Gebietsreform in Hessen auf freiwilliger Basis in die, am 31. Dezember 1971 aus den Gemeinden Dreihausen und Heskem neu gebildete Gemeinde Ebsdorfergrund, eingegliedert. Für alle Ortsteile wurden Ortsbezirke gebildet.

### Verwaltungsgeschichte im Überblick
Die folgende Liste zeigt die Staaten und Verwaltungseinheiten, denen Roßberg angehört(e):

- vor 1567: Heiliges Römisches Reich, Landgrafschaft Hessen, Gericht Roßberg[7]
- ab 1567: Heiliges Römisches Reich, Landgrafschaft Hessen-Marburg, Amt Marburg[8]
- 1604–1648: Heiliges Römisches Reich, strittig zwischen Landgrafschaft Hessen-Darmstadt und Landgrafschaft Hessen-Kassel (Hessenkrieg), Amt Marburg
- ab 1648: Heiliges Römisches Reich, Landgrafschaft Hessen-Kassel, Amt Marburg
- ab 1786: Heiliges Römisches Reich, Landgrafschaft Hessen-Kassel, Amt Treis an der Lumbda
- ab 1806: Landgrafschaft Hessen-Kassel, Oberhessen, Amt Treis an der Lumbda
- 1807–1813: Königreich Westphalen,[Anm. 2] Departement der Werra, Distrikt Marburg, Kanton Ebsdorf
- ab 1815: Kurfürstentum Hessen,[Anm. 3] Amt Treis an der Lumbda[9]
- ab 1821: Kurfürstentum Hessen, Provinz Oberhessen, Kreis Marburg[10][Anm. 4]
- ab 1848: Kurfürstentum Hessen, Bezirk Marburg
- ab 1851: Kurfürstentum Hessen, Provinz Oberhessen, Kreis Marburg
- ab 1867: Königreich Preußen,[Anm. 5] Provinz Hessen-Nassau, Regierungsbezirk Kassel, Kreis Marburg
- ab 1871: Deutsches Reich, Königreich Preußen, Provinz Hessen-Nassau, Regierungsbezirk Kassel, Kreis Marburg
- ab 1918: Deutsches Reich, Freistaat Preußen, Provinz Hessen-Nassau, Regierungsbezirk Kassel, Kreis Marburg
- ab 1944: Deutsches Reich, Freistaat Preußen, Provinz Kurhessen, Landkreis Marburg
- ab 1945: Amerikanische Besatzungszone,[Anm. 6] Groß-Hessen, Regierungsbezirk Kassel, Landkreis Marburg
- ab 1946: Amerikanische Besatzungszone, Hessen, Regierungsbezirk Kassel, Landkreis Marburg
- ab 1949: Bundesrepublik Deutschland, Hessen, Regierungsbezirk Kassel, Landkreis Marburg
- ab 1972: Bundesrepublik Deutschland, Land Hessen, Regierungsbezirk Kassel, Landkreis Marburg, Gemeinde Ebsdorfergrund[Anm. 7]
- ab 1974: Bundesrepublik Deutschland, Land Hessen, Regierungsbezirk Kassel, Landkreis Marburg-Biedenkopf, Gemeinde Ebsdorfergrund
- ab 1981: Bundesrepublik Deutschland, Land Hessen, Regierungsbezirk Gießen, Landkreis Marburg-Biedenkopf, Gemeinde Ebsdorfergrund

### Gerichte seit 1821
Mit Edikt vom 29. Juni 1821 wurden in Kurhessen Verwaltung und Justiz getrennt. Der Kreis Marburg war für die Verwaltung und das Assistenzamt Treis war als Gericht in erster Instanz für Wermertshausen zuständig. In Treis wurde ein Assistenzamt eingerichtet, das 1833 als eigenständiges Justizamt Treis ausgegliedert wurde und für Wermertshausen zuständig war. Nach der Annexion Kurhessens durch Preußen wurde durch einen Gebietstausch Treis an das Großherzogtum Hessen abgetreten, Wermertshausen wurde dem Justizamt Marburg zugeordnet. Am 1. September 1867 erfolgte die Umbenennung des bisherigen Justizamtes in Amtsgericht Marburg. Auch mit dem Inkrafttreten des Gerichtsverfassungsgesetzes von 1879 blieb das Amtsgericht unter seinem Namen bestehen.

## Bevölkerung

### Einwohnerstruktur 2011
Nach den Erhebungen des Zensus 2011 lebten am Stichtag dem 9. Mai 2011 in Roßberg 369 Einwohner. Darunter waren 18 (4,9 %) Ausländer.
Nach dem Lebensalter waren 66 Einwohner unter 18 Jahren, 135 zwischen 18 und 49, 105 zwischen 50 und 64 und 60 Einwohner waren älter. Die Einwohner lebten in 144 Haushalten. Davon waren 27 Singlehaushalte, 48 Paare ohne Kinder und 51 Paare mit Kindern, sowie 18 Alleinerziehende und 3 Wohngemeinschaften. In 15 Haushalten lebten ausschließlich Senioren und in 102 Haushaltungen leben keine Senioren.

### Einwohnerentwicklung
| Quelle: Historisches Ortslexikon |                                                                                        |
| • 1467:                          | 3 Hausgesesse                                                                          |
| • 1577:                          | 27 Hausgesesse                                                                         |
| • 1630:                          | Pest; 4 Ackerleute genannt (1 zweispännige, 3 einspännige).                            |
| • 1681:                          | 11 hausgesessene Mannschaften                                                          |
| • 1747:                          | 24 Haushalte                                                                           |
| • 1838:                          | 236 Einwohner (22 nutzungsberechtigte, 15 nicht nutzungsher. Ortsbürger, 3 Beisassen). |

| Roßberg: Einwohnerzahlen von 1774 bis 2011 | Roßberg: Einwohnerzahlen von 1774 bis 2011 | Roßberg: Einwohnerzahlen von 1774 bis 2011 | Roßberg: Einwohnerzahlen von 1774 bis 2011 | Roßberg: Einwohnerzahlen von 1774 bis 2011 |
| --- | ------------------------------------------ | ------------------------------------------ | ------------------------------------------ | ------------------------------------------ |
| Jahr |                                            |                                            |                                            | Einwohner                                  |
| 1774 | 1774                                       |                                            | 146                                        | 146                                        |
| 1834 | 1834                                       |                                            | 235                                        | 235                                        |
| 1840 | 1840                                       |                                            | 244                                        | 244                                        |
| 1846 | 1846                                       |                                            | 257                                        | 257                                        |
| 1852 | 1852                                       |                                            | 243                                        | 243                                        |
| 1858 | 1858                                       |                                            | 243                                        | 243                                        |
| 1864 | 1864                                       |                                            | 284                                        | 284                                        |
| 1871 | 1871                                       |                                            | 263                                        | 263                                        |
| 1875 | 1875                                       |                                            | 241                                        | 241                                        |
| 1885 | 1885                                       |                                            | 241                                        | 241                                        |
| 1895 | 1895                                       |                                            | 265                                        | 265                                        |
| 1905 | 1905                                       |                                            | 249                                        | 249                                        |
| 1910 | 1910                                       |                                            | 264                                        | 264                                        |
| 1925 | 1925                                       |                                            | 287                                        | 287                                        |
| 1939 | 1939                                       |                                            | 274                                        | 274                                        |
| 1946 | 1946                                       |                                            | 415                                        | 415                                        |
| 1950 | 1950                                       |                                            | 379                                        | 379                                        |
| 1956 | 1956                                       |                                            | 295                                        | 295                                        |
| 1961 | 1961                                       |                                            | 290                                        | 290                                        |
| 1967 | 1967                                       |                                            | 278                                        | 278                                        |
| 1980 | 1980                                       |                                            | ?                                          | ?                                          |
| 1990 | 1990                                       |                                            | ?                                          | ?                                          |
| 2000 | 2000                                       |                                            | ?                                          | ?                                          |
| 2011 | 2011                                       |                                            | 369                                        | 369                                        |
| Datenquelle: Historisches Gemeindeverzeichnis für Hessen: Die Bevölkerung der Gemeinden 1834 bis 1967. Wiesbaden: Hessisches Statistisches Landesamt, 1968. Weitere Quellen: LAGIS; Zensus 2011 |                                            |                                            |                                            |                                            |

### Historische Religionszugehörigkeit
| Quelle: Historisches Ortslexikon |                                                                   |
| • 1861:                          | alle Einwohner evangelisch-lutherisch                             |
| • 1885:                          | 224 evangelische (= 100,00 %) Einwohner                           |
| • 1961:                          | 283 evangelische (= 97,59 %), 7 katholischer (= 2,41 %) Einwohner |

### Historische Erwerbstätigkeit
| Quelle: Historisches Ortslexikon | |
| • 1774:                          | Erwerbspersonen: 1 Schmied, 1 Leineweber, 3 Schneider, 2 Wagner, 2 Tagelöhner.                                                    |
| • 1838:                          | Familien: 18 Ackerbau, 16 Gewerbe, 5 Tagelöhner.                                                                                  |
| • 1961:                          | Erwerbspersonen: 92 Land- und Forstwirtschaft, 42 Produzierendes Gewerbe, 8 Handel und Verkehr, 7 Dienstleistungen und Sonstiges. |

## Politik
Für Roßberg besteht ein Ortsbezirk mit Ortsbeirat und Ortsvorsteher nach der Hessischen Gemeindeordnung. Er umfasst das Gebiet der ehemaligen Gemeinde Roßberg.
Der Ortsbeirat Roßberg  besteht aus fünf Mitgliedern. Bei den Kommunalwahlen in Hessen 2021 betrug die Wahlbeteiligung zum Ortsbeirat 74,55 %. Alle Kandidaten gehörten der „Ortsliste Roßberg“ an. Der Ortsbeirat wählte Werner Böckler zum Ortsvorsteher.

## Infrastruktur
Im Ort gibt es ein Bürgerhaus und ein Backhaus.